# ژوزف هوکر
 ژوزف هوکر (انگلیسی: Joseph Hooker؛ ۱۳ نوامبر ۱۸۱۴ – ۳۱ اکتبر ۱۸۷۹) یک فرد نظامی اهل ایالات متحده آمریکا بود.